# Azriel Auerbach

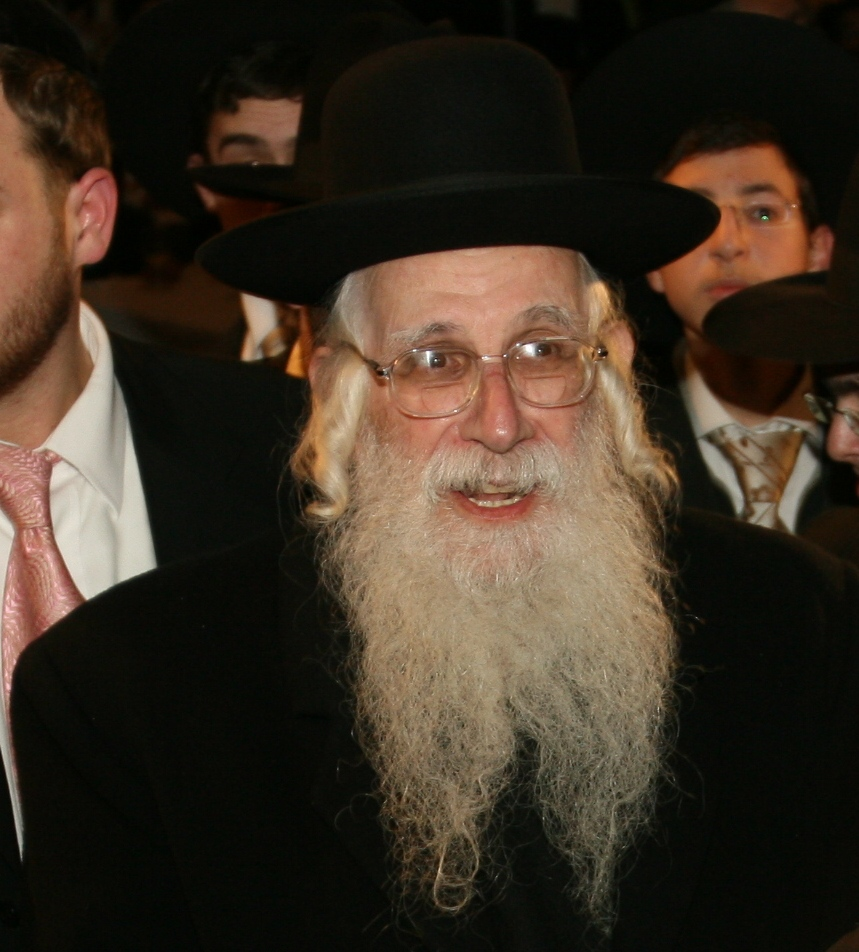
Azriel Auerbach

Azriel Auerbach (* 1938 in Jerusalem; hebräisch עזריאל אוירבך) ist ein ultraorthodoxer Rabbiner und Posek. Er ist der Sohn des Rabbiners Schlomo Salman Auerbach und Schwiegersohn von Joseph Schalom Elyashiv; er wurde als rechte Hand des 2012 verstorbenen Elyashivs in Angelegenheiten der Halacha, des jüdischen Rechts, angesehen.
Auerbach wurde 1938 im Jerusalemer Stadtteil Scha'arei Chesed geboren und heiratete 1960 Leah Elyashiv (1938–2010), die fünfte Tochter Joseph Elyashivs; sie haben keine Nachkommen.
Er ist Vorsitzender der rabbinischen ultraorthodoxen Wohltätigkeitsorganisation Vaad harabbanim.